# Лусникова Людмила Юріївна
Людмила Юріївна Лусникова (7 січня 1982, Запоріжжя) — українська дзюдоістка у суперлегкій ваговій категорії, виступала за збірну України протягом 2000-х років. Учасниця двох літніх Олімпійських ігор, срібний і бронзовий призер етапів Кубка світу, переможниця багатьох турнірів національного і міжнародного значення. Майстер спорту України міжнародного класу.

## Біографія
Людмила Лусникова народилася 7 січня 1982 року в місті Запоріжжя. Активно займатися дзюдо почала з раннього дитинства, проходила підготовку в запорізькому спортивному товаристві «Україна» під керівництвом заслуженого тренера  Леоніда Юхимовича Цибульського.
Вперше заявила про себе в сезоні 1998 року, коли в суперлегкій вазі виграла срібну медаль на Всесвітніх юнацьких іграх у Москві і здобула перемогу на юніорському міжнародному турнірі в Угорщині. Рік по тому отримала срібло на чемпіонаті Європи серед юніорів у Римі і дебютувала на етапах дорослого Кубка світу.
У 2000 році Лусникова посіла сьоме місце на дорослій європейській першості у Вроцлаві, а також уперше потрапила в число призерів на етапах світового кубка: взяла бронзу на етапі в Москві, срібло на етапах у Римі й Мінську. Завдяки низці вдалих виступів удостоїлася права захищати честь України на  літніх Олімпійських іграх у Сіднеї. Пройшла тут перших двох суперниць, однак на стадії чвертьфіналів програла титулованій японці  Реко Тамура. У поєдинках за третє місце поступилася китаянці Чжао Шуньсінь.
На студентському чемпіонаті світу 2002 року в Новому Саді Людмила Лусникова була кращою в суперлегкій ваговій категорії. Крім того, вона додала в послужний список срібну медаль, здобуту на етапі Кубка світу в Будапешті. Наступного сезону відзначилася другим місцем на етапі Кубка світу в Мінську і п'ятим місцем на чемпіонаті Європи в німецькому Дюссельдорфі. Ще через рік здобула срібну нагороду на етапі світового кубка в Софії.

## Інтернет-ресурси
1. Liudmyla Lusnikova [Архівовано 11 лютого 2011 у Wayback Machine.] на сайті Sports-Reference.com (англ.)
2. LIOUDMILA LUSNIKOVA [Архівовано 26 січня 2019 у Wayback Machine.]
3. Profile — Judo Inside [Архівовано 5 березня 2016 у Wayback Machine.]
4. NBC Olympics Profile